# مریم مجد
مریم مجد (زاده ۱۳۶۵ در تهران) عکاس مطبوعاتی، روزنامه‌نگار و خبرنگار ورزش زنان اهل ایران است.

## فعالیت‌های مطبوعاتی
او خبرنگار تخصصی ورزش زنان است که سابقه همکاری با مجله زنان، خبرگزاری ایسنا و روزنامه ورزشی تماشا را در کارنامه فعالیت مطبوعاتی خود دارد.

## بازداشت و زندان
وی قرار بود روز ۲۷ خرداد ۱۳۹۰ برای پوشش خبری رقابت‌های جام جهانی فوتبال زنان ۲۰۱۱ به آلمان سفر کند اما مأموران وزارت اطلاعات به خانه پدری مریم مجد مراجعه کرده و پس از بازرسی خانه و اتاق مریم، این عکاس تخصصی ورزش زنان را بازداشت کرده و با خود بردند.
پگاه آهنگرانی، نیز قبل از سفرش به آلمان برای تهیه گزارش دربارهٔ بازی‌های جام جهانی فوتبال زنان برای دویچه وله به همراه مریم مجد دستگیر شد.
مریم مجد قبل از انجام این سفر بازداشت و مستقیماً به سلول‌های انفرادی بند ۲۰۹ زندان اوین منتقل شد.
وی تصمیم داشت با همکاری پترا لندرز، بازیکن سابق تیم ملی زنان آلمان، کتابی دربارهٔ زنان فوتبالیست در جهان تهیه کند.
خانواده مجد دربارهٔ وضعیت او در تیر ماه ۱۳۹۰ گفتند: "او در زندان از درد شدید کلیه و ناراحتی گوارشی شکایت کرده‌است و می‌گوید نمی‌دانم به چه علتی مرا بازداشت کرده‌اند؟" وی در دوران محکومیت خود از ملاقات و مرخصی محروم بوده‌است. او در ۲۶ تیر ماه ۱۳۹۰، با صدور قرار وثیقه از زندان آزاد شد.

### واکنش‌ها
- ۳۲ عکاس مطبوعاتی ایرانی در بیانیه ای خواستار آزادی مریم مجد شدند.[۹]
- پترا لندرز، بازیکن سابق تیم ملی فوتبال آلمان نیز خواهان آزادی او شد.[۱۰]
- مارکوس لونینگ، کمیسر حقوق بشر دولت آلمان با انتشار بیانیه ای بازداشت مریم مجد را به «دفاع او از حضور زنان در ورزش و سرکوب فعالان حقوق زنان در ایران» مرتبط دانست و خواهان آزادی فوری او شد.[۱]
- کمپین بین‌المللی حقوق بشر ایران، در بیانیه ای با اشاره به وضعیت نامعلوم مریم مجد، اعلام کرد که خانواده وی از صحبت کردن با رسانه‌ها خودداری می‌کنند و تاکنون مقامات جمهوری اسلامی نیز نسبت به وضعیت این عکاس، خبرنگار سکوت کرده‌اند.[۵]
- نوربرت لامرت، رئیس مجلس آلمان نیز خواستار آزادی مریم مجد شد.[۱۱]